# 羽田機場第3航站樓站
羽田機場第3航站樓站（日语：／ Haneda-kūkō-daisan-tāminaru eki */?）是位於日本東京都大田區羽田空港二丁目，屬於京濱急行電鐵（京急）和東京單軌電車的鐵路車站。
英文名稱是。

## 概要

### 車站啟用前
隨著東京國際機場在2010年（平成22年）10月21日啟用D跑道（05/23跑道），國際線定期航班次大幅增加。
隨著國際線容量將超越舊國際線航廈的負荷，因此計畫在多摩川與東京都道311號環狀八號線沿線區域建設國際線航廈、貨物總站、停車場等新國際線區劃並開設新站。
另外，2002年（平成14年）國土交通省擬定羽田再擴張後，規劃2003年（平成15年）度以前跑道動工，2009年（平成21年）12月國際線航廈啟用。但因工程順延，使得國際線新航廈延至2010年10月21日啟用。
京濱急行電鐵的車站一度臨時稱為「國際線航站樓站」，並於同年5月14日確定名稱為「羽田機場國際線航站樓站」。
2009年3月27日仍在建設中時，電力工程於客運大樓1樓部分發生火警。有1人受傷，站舍一度有約500平方米燃燒。

### 開業
車站原先預計2009年12月啟用，但因國際線客運大樓延後啟用，在翌年10月21日連同客運大樓一同啟用。
2010年5月16日，隨著京急蒲田站交通立體化工程的進行，京急、京成等同步改點，品川、都營淺草線方向 - 羽田機場（本站開業時改為羽田機場國內線航站樓）間開設「機場快特」，品川、都營淺草線方向 - 羽田機場間或橫濱方向 - 羽田機場間開設「機場急行」，加上原有的快特、特急、普通，機場線全列車停靠本站。

## 歷史
- 2010年（平成22年）
  - 2月10日：東京單軌電車站名定為羽田機場國際線大樓站。
  - 5月14日：京濱急行電鐵站名定為羽田機場國際線航站樓站。
  - 10月21日：伴隨羽田機場國際線航站樓啟用，東京單軌電車和京濱急行電鐵的車站同日開業。
- 2020年（令和2年）3月14日：隨著羽田機場航站樓改名，兩站同步改名為羽田機場第3航站樓站[4][5][6]。

## 車站結構

### 京濱急行電鐵

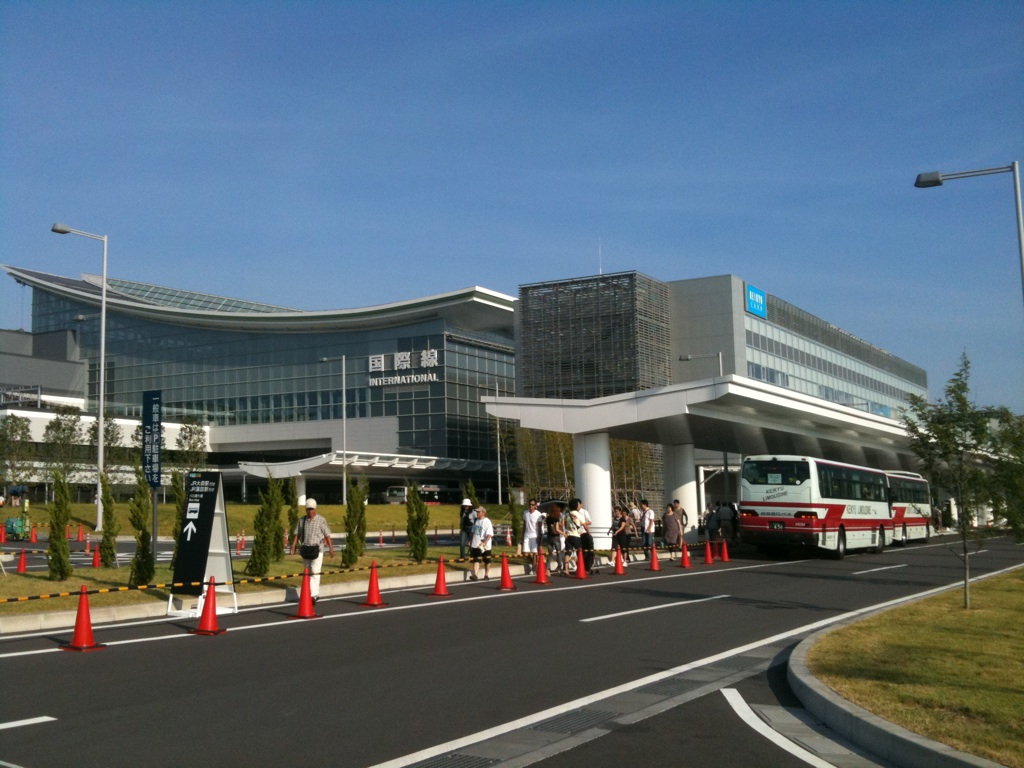
東京國際機場（羽田機場）新國際線航站樓站大樓及巴士候車處（2010年9月）

側式月台2面2線的地底車站。地下2樓設置了月台及下行線用剪票口，上行線用剪票口設置於與國際線抵達大堂同層的地上2樓。在近年設置的車站中是少數付費區內無法往來1號線與2號線的車站。驗票閘門都選擇寬型閘門。
1號月台剪票口出閘後有升降機及電動扶梯直通國際線離境大堂（3樓）及抵達大堂（2樓）。
機場的行李手推車可推至月台上，月台亦因此設定為14米寬。此外為免手推車跌入路軌，京急首度設置月台幕門。因此，與月台幕門不能對應的800形無法停靠。行李手推車被禁止推入車內。當2100形列車到站時，沒有車門的車輛中央月台幕門不會打開。
為服務外國遊客，剪票口附近設有提供四語服務的「資訊台」，並提供相關服務。站內標誌亦使用四語表示，並採用高可見度的位置和設計。

#### 月台配置
| 月台 | 路線   | 目的地                                    |
| ---- | ------ | ----------------------------------------- |
| 1    | 機場線 | 往羽田機場第1、第2航站樓                  |
| 2    | 機場線 | 品川、東銀座、淺草方向/京急川崎、橫濱方向 |

#### 車站音樂
經過向公眾徵集後，啟用日開始採用SMAP的《世界上唯一的花》作為車站的音樂。該曲在亞洲地區也具有高知名度，可以給訪日遊客「來到日本」的感覺。之後2015年10月21日起，作為車站5周年紀念，由兩位大田區出身團員Fukase（深瀨慧）、Nakajin（中島真一）的SEKAI NO OWARI樂曲《Dragon Night》成為新的進站音樂。
站內設備
- 上行電梯4座（1號線 - 出境大廳 - 連絡層）、電扶梯
- 下行電梯3座（入境大廳 - 連絡層 - 2號線）、電扶梯
- 太陽能發電設備（站房屋頂）- 可提供七座電梯的電力。有大田區補助金補助[12]。
- 入境大廳一樓的「資訊處」
- 廁所 - 出境大廳連絡層中央附近與1號線月台側剪票外大廳電梯旁。

安全
車站共設置66台監視器。其中月台16台，具有「放置物探知機能」，當有無人行李一段時間未動時，會顯示在站務室的大型螢幕上表示、並發出警報。

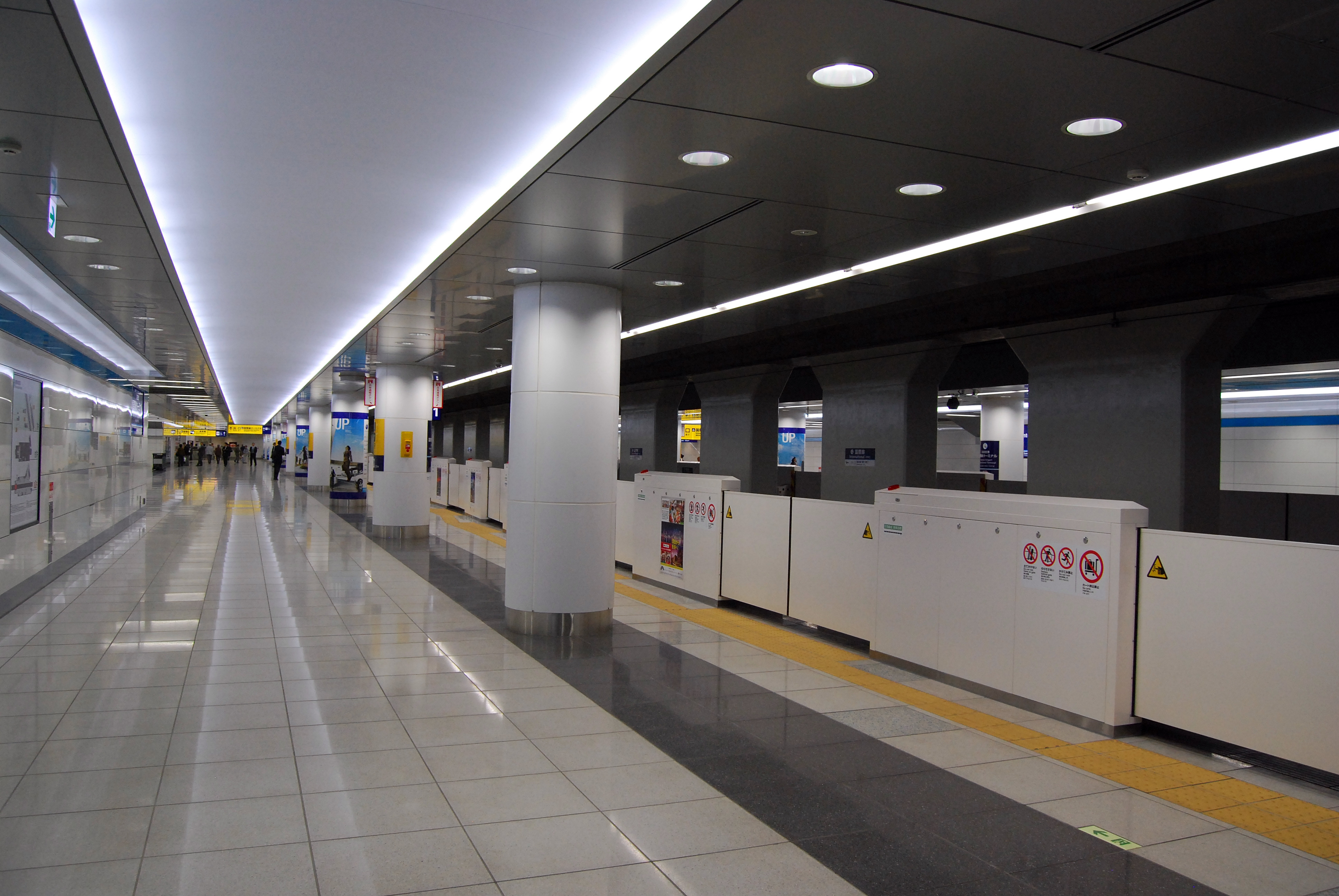
1號線月台
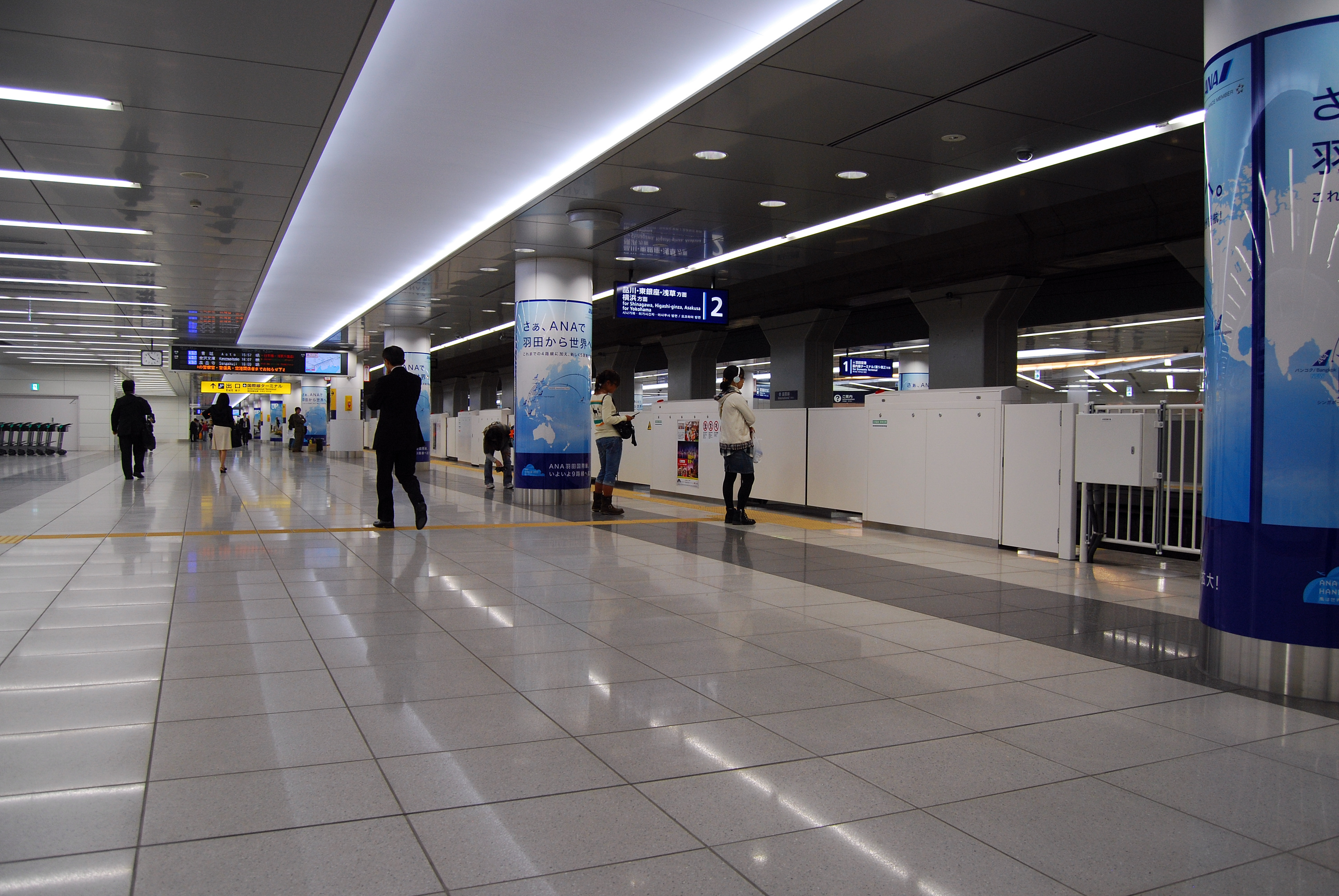
2號線月台
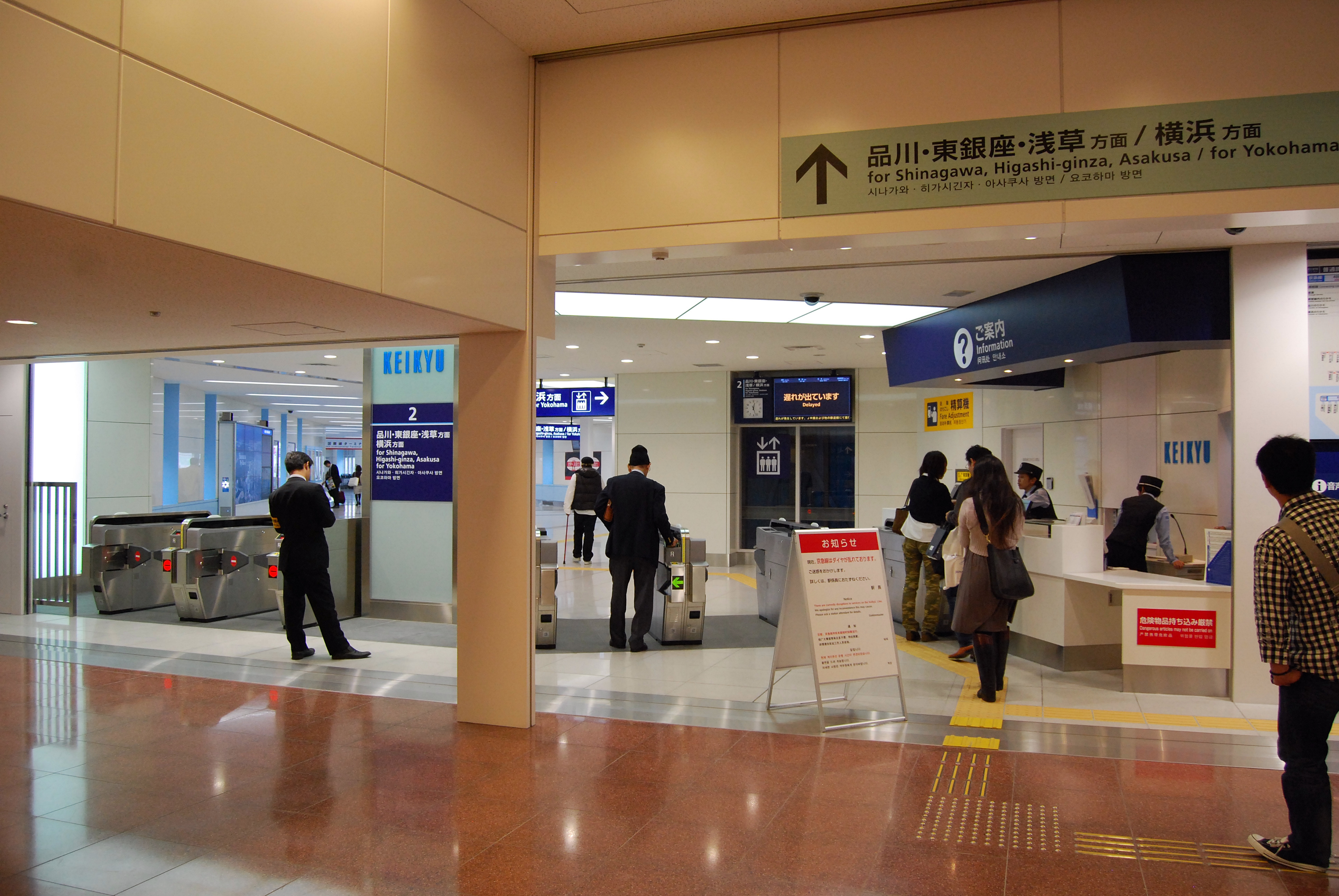
與國際線入境大廳同層的2號線月台剪票口
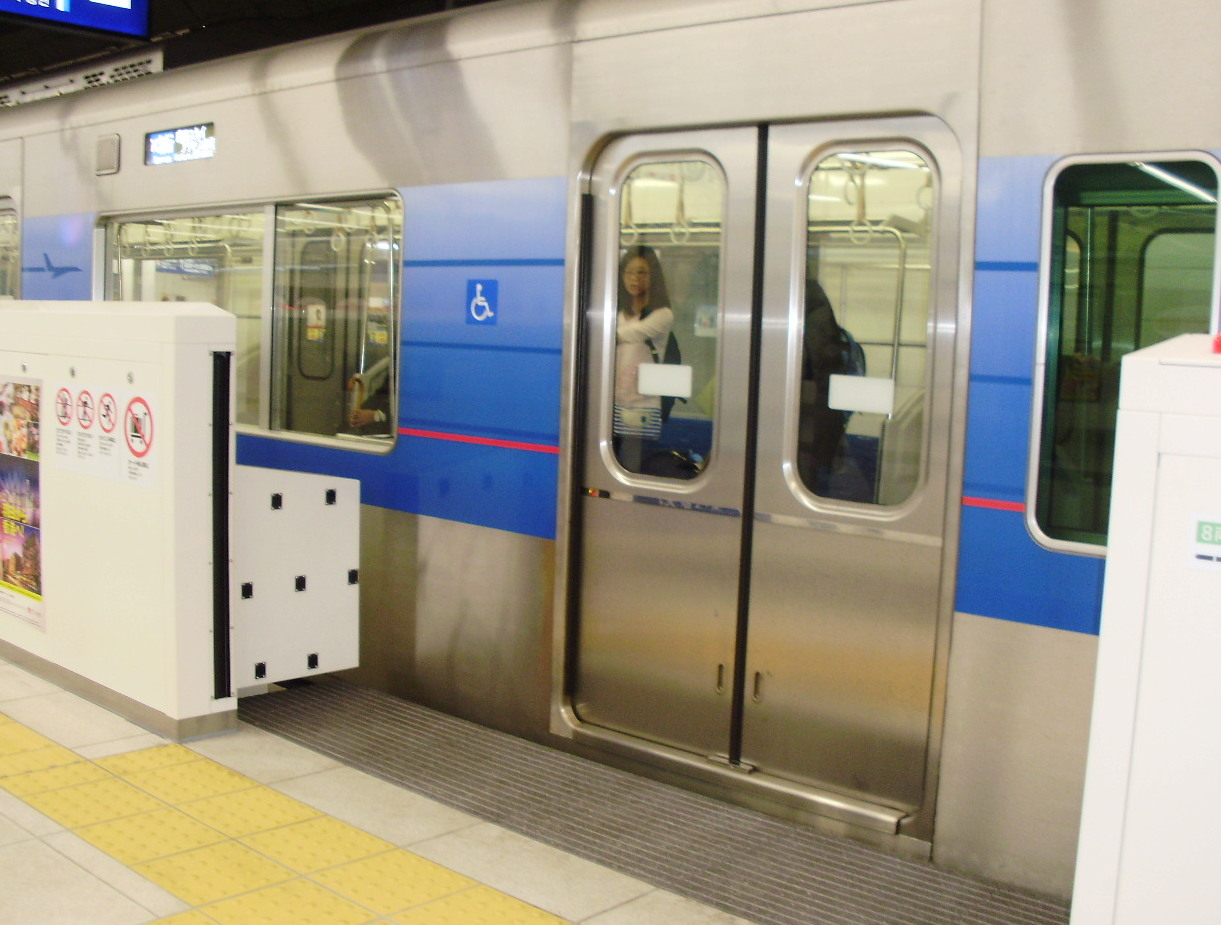
月台門開啟時
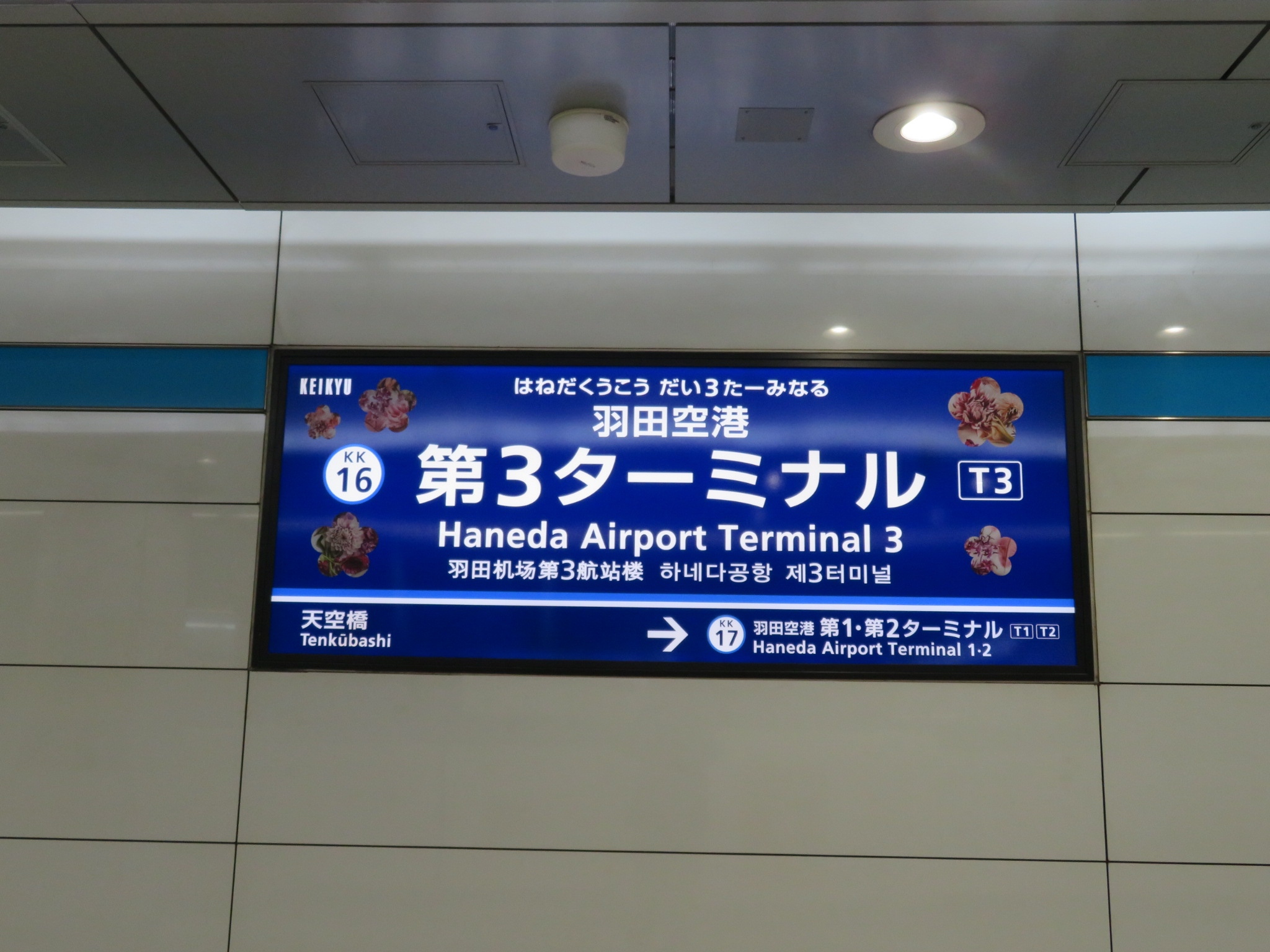
站名牌（2020年3月14日）
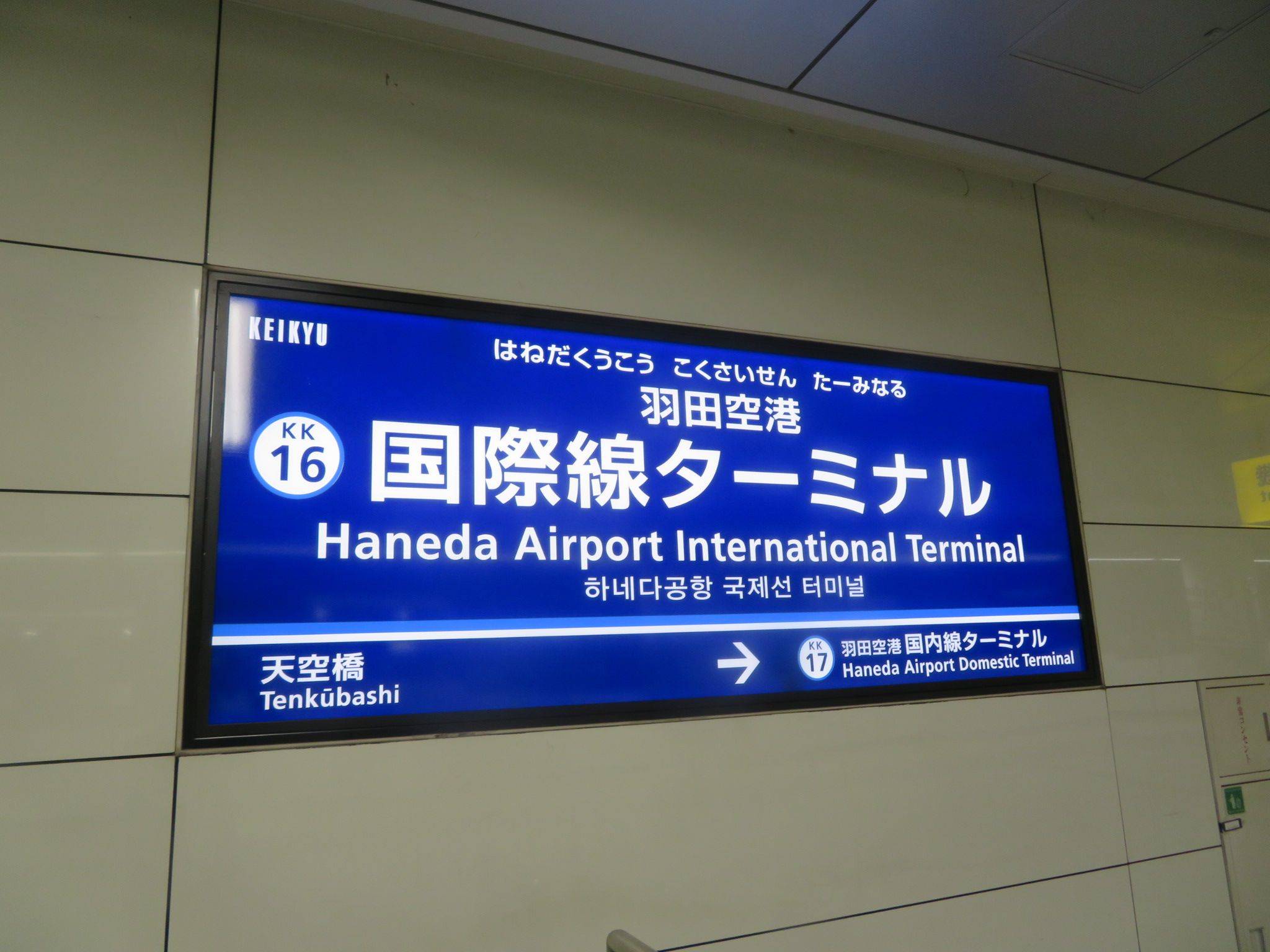
國際線航站樓站 時代的站名牌（2017年）

### 東京單軌電車
對向式月台2面2線的高架車站。閘口設於2樓大堂與3樓下行月台前，與離境大堂、入境大堂直接連結。兩個月台可以在閘內來往。

### 月台配置
| 月台 | 路線                   | 方向 | 目的地                               |
| ---- | ---------------------- | ---- | ------------------------------------ |
| 1    | 東京單軌電車羽田機場線 | 下行 | 國內線（第1航站樓、第2航站樓）方向   |
| 2    | 東京單軌電車羽田機場線 | 上行 | 濱松町 轉乘 JR山手線、東京、都心方向 |

## 使用情況

### 京濱急行電鐵
2016年度1日平均上下車人次為23,737人，在京急線全部72站中排名第26位。
開業以來1日平均上下、上車人次的推移如下表。
| 年度               | 1日平均 上下車人次 | 1日平均 上車人次 | 來源   |
| ------------------ | ------------------ | ---------------- | ------ |
| 2010年（平成22年） | 16,843             | 8,401            | [ 16 ] |
| 2011年（平成23年） | 12,502             | 6,038            | [ 17 ] |
| 2012年（平成24年） | 12,202             | 5,932            | [ 18 ] |
| 2013年（平成25年） | 14,283             | 6,926            | [ 19 ] |
| 2014年（平成26年） | 18,504             | 9,079            | [ 20 ] |
| 2015年（平成27年） | 20,468             | 10,109           | [ 21 ] |
| 2016年（平成28年） | 23,737             | 11,663           | [ 22 ] |
| 2017年（平成29年） | 26,036             | 12,784           | [ 23 ] |
| 2018年（平成30年） | 28,415             |                  |        |

### 東京單軌電車
2016年度的1日平均上下車人次為9,258人。各年度的使用人數如下表。
| 年度               | 上車人次 | 下車人次 | 來源   |
| ------------------ | -------- | -------- | ------ |
| 2010年（平成22年） | 865      | 836      | [ 25 ] |
| 2011年（平成23年） | 1,160    | 1,207    | [ 26 ] |
| 2012年（平成24年） | 1,080    | 1,158    | [ 27 ] |
| 2013年（平成25年） | 1,087    | 1,176    | [ 28 ] |
| 2014年（平成26年） | 1,387    | 1,398    | [ 29 ] |

## 車站附近
- 東京國際機場
  - 東京國際機場第3航站樓
  - 國際線停車場
- 東京都道311號環狀八號線（日语：東京都道311号環状八号線）

### 巴士路線
京濱急行巴士（包括集團公司、共同運行公司）與東京空港交通（包括共同運行公司）於2010年10月21日起停靠國際線客運大樓。

## 往國內線航廈
本站到羽田機場國內線航站樓站的票價是140日圓（使用IC卡為133日圓），但若是要國內線轉乘國際線或國際線轉乘國內線，可免費搭乘。乘客需在乘車前先到航廈內的資訊台出示護照和機票換取「轉乘車票」，再到車站剪票口出示車票進站。

## 相鄰車站
京濱急行電鐵
  機場線
■機場快特
品川（本線）（KK01）－羽田機場第3航站樓（KK16）－羽田機場第1、第2航站樓（KK17）
■快特
京急蒲田（KK11）－羽田機場第3航站樓（KK16）－羽田機場第1、第2航站樓（KK17）
■特急、■機場急行、■普通
天空橋（KK15）－羽田機場第3航站樓（KK16）－羽田機場第1、第2航站樓（KK17）
 東京單軌電車
 東京單軌電車羽田機場線
■機場快速
單軌電車濱松町（MO 01）－羽田機場第3航站樓（MO 08）－羽田機場第1航樓（MO 10）
■機場快速（一部分臨時列車）
天王洲島（MO 02）－羽田機場第3航站樓（MO 08）－羽田機場第1航站樓（MO 10）
■區間快速
流通中心（MO 04）－羽田機場第3航站樓（MO 08）－羽田機場第1航站樓（MO 10）
■普通
天空橋（MO 07）－羽田機場第3航站樓（MO 08）－新整備場（MO 09）

## 外部連結
- 羽田機場第3航站樓站（各站資訊） - 京濱急行電鐵
- 羽田機場第3航站樓站 （页面存档备份，存于） - 東京單軌電車